# Warszawa-Bielany (gmina)
Warszawa-Bielany – dawna gmina miejska (tzw. gmina warszawska) istniejąca w latach 1994–2002  w woj. stołecznym warszawskim i woj. mazowieckim. Siedziba gminy znajdowała się w warszawskiej dzielnicy Bielany.

## Opis
Gmina Warszawa-Bielany została utworzona 19 czerwca 1994 roku w woj. warszawskim na mocy ustawy z dnia 25 marca 1994 o ustroju miasta stołecznego Warszawy, w związku z reformą podziału administracyjnego miasta Warszawy, polegającej na przekształceniu dotychczasowych (funkcjonujących od 1990 roku) ośmiu dzielnic-gmin w 11 nowych tzw. gmin warszawskich. 
W związku z reformą administracyjną Polski wchodzącą w życie 1 stycznia 1999 roku, gmina weszła w skład powiatu warszawskiego w nowo utworzonym woj. mazowieckim.
Gminę zniesiono 27 października 2002 roku (łącznie z całym powiatem warszawskim) na mocy ustawy z dnia 15 marca 2002 r. o ustroju miasta stołecznego Warszawy, likwidującej podział Warszawy na gminy, tworząc z niej ponownie jednolitą gminę miejską.
Granice gminy:
Nurt rzeki Wisły, północna krawędź mostu gen. Stefana Roweckiego, północna strona al. Armii Krajowej, południowa strona ul. Powązkowskiej, przedłużenie ul. Powązkowskiej, południowa strona ul. Księżycowej, południowa strona ul. Kampinoskiej, granice administracyjne gmin Stare Babice (wschodnia) i Łomianki (południowa).